# Krakkói matematikai iskola
A krakkói matematikai iskola (lengyelül: Krakowska szkoła matematyczna) 1918 és 1939 között Lengyelországban működő matematikai iskola volt, egyike a három lengyel matematikai iskola egyikének. Az elnevezés egy együttműködő tudóscsoportot jelölt, mely a Jagelló Egyetem (Uniwersytet Jagielloński) és a Krakkói Bányászati Akadémia (Akademii Górniczej w Krakowie) körül szerveződött. Tagjainak fő kutatási területe a differenciálegyenletek, a valós analitikus függvények és a differenciálgeometria volt.

## Vezető képviselők
- Stanisław Gołąb
- Antoni Hoborski
- Franciszek Leja
- Czesław Olech
- Alfred Rosenblatt
- Jan Sleszyński
- Tadeusz Ważewski
- Witold Wilkosz
- Stanisław Zaremba
- Kazimierz Żorawski

## Fordítás
- Ez a szócikk részben vagy egészben a Krakowska szkoła matematyczna című lengyel Wikipédia-szócikk ezen változatának fordításán alapul.  Az eredeti cikk szerkesztőit annak laptörténete sorolja fel. Ez a jelzés csupán a megfogalmazás eredetét és a szerzői jogokat jelzi, nem szolgál a cikkben szereplő információk forrásmegjelöléseként.